# Igor Pelan
Igor Pelan, slovenski režiser in kulturni delavec, * 25. januar 1924, Maribor, † 18. februar 1985, Koper.

## Življenje in delo
Rodil se je v Mariboru kasneje pa se je družina preselila v Ljubljano, kjer je obiskoval osnovno šolo in leta 1943 maturiral na I. državni gimnaziji. V letih 1945−1947 je služil vojaški rok v JLA. Po vrnitvi s služenja vojaškega roka je študiral dramaturgijo in režijo na Akademiji za igralsko umetnost v Ljubljani (1947-1952). Julija 1952 je bil poslan v Koper na delovno mesto režiserja v slovenski redakciji Radia jugoslovanske cone Trsta, ki se je po ukinitvi Svobodnega tržaškega ozemlja preimenoval v Radio Koper. Istočasno je kot režiser sodeloval tudi v Gledališču za Slovensko primorje v Postojni in v poklicnem Ljudskem gledališču Koper. V letih 1954−1957 je kot režiser in organizacijski tajnik deloval pri Gledališču Slovenskega primorja v Kopru. Od 1958 do 1960 je bil vodja Turističnega biroja v Portorožu nato do 1964 poklicni tajnik Okrajnega sveta Svobod in prosvetnih društev v Kopru, ter od 1964 do 1967 strokovni sodelavec za prireditve pri Obalni turistični zvezi Koper. Nazadnje pa je od 1967 do smrti vodil koprsko knjigarno Lipa.
Pelan je že kot gimnazijec in kasneje kot študent več let obiskoval dramsko šolo Združenja gledaliških igralcev na konservatoriju Glasbene matice v Ljubljani pri  profesorju Osipu Šestu. Po ustanovitvi taborniške organizacije na obalnem območju leta 1954 je več let aktivno sodeloval kot funkcionar v raznih forumih te organizacije od enote v Kopru do republiške Zveze tabornikov Slovenije. Kot tajnik Okrajnega sveta Svobod in prosvetnih društev in kot strokovni sodelavec pri Turistični zvezi je veliko delal pri organizaciji kulturnih prireditev. Dve leti je bil tudi delegat v Skupščini Socialistične republike Slovenije. Bil je urednik Gledališkega lista, ki ga je izdajalo Gledališče Slovenskega primorja v Kopru, in njem objavlja svoje članke. Za svoje delo je prejel več priznanj in diplom Zveze tabornikov Slovenije in Jugoslavija, dve diplomi  Okrajnega ljudskega odbora Koper za delo na kulturnem področju in Častni srebrni znak Turistične zveze Slovenije. Leta 1966 je bil odlikovan z Medaljo dela.